# Espanoliella
Espanoliella es un género de escarabajos de la familia Leiodidae.

## Especies
Se reconocen las siguientes:
- Espanoliella cuneus
- Espanoliella jeanneli
- Espanoliella luquei
- Espanoliella tibialis
- Espanoliella urdialensis